# Чемпіонат світу з трекових велоперегонів 2016 — кейрін (жінки)
Змагання з кейріну серед жінок на Чемпіонаті світу з трекових велоперегонів 2016 відбулись 3 березня. Крістіна Фоґель з Німеччини виграла золоту медаль

## Результати

### Перший раунд
Заїзди першого раунду розпочались о 15:28.

#### Заїзд 1
| Місце | Ім'я              | Країна      | Відставання | Примітки |
| ----- | ----------------- | ----------- | ----------- | -------- |
| 1     | Любов Шуліка      | Україна     |             | Q        |
| 2     | Лі Хвейші         | Гонконг     | +0.017      | Q        |
| 3     | Стефані Мортон    | Австралія   | +0.027      |          |
| 4     | Ольга Ісмаілова   | Азербайджан | +0.275      |          |
| 5     | Кайоно Маеда      | Японія      | +1.023      |          |
| 6     | Анастасія Войнова | Росія       |             | REL      |

#### Заїзд 2
| Місце | Ім'я            | Країна          | Відставання | Примітки |
| ----- | --------------- | --------------- | ----------- | -------- |
| 1     | Гуо Шуан        | Китай           |             | Q        |
| 2     | Лі Хе Джін      | Південна Корея  | +0.107      | Q        |
| 3     | Ребекка Джеймс  | Велика Британія | +0.149      |          |
| 4     | Еліс Ліхтлі     | Нідерланди      | +0.291      |          |
| 5     | Монік Салліван  | Канада          | +0.323      |          |
| 6     | Лісандра Ґуерра | Куба            | +0.842      |          |

#### Заїзд 3
| Місце | Ім'я               | Країна        | Відставання | Примітки |
| ----- | ------------------ | ------------- | ----------- | -------- |
| 1     | Крістіна Фоґель    | Німеччина     |             | Q        |
| 2     | Анна Мірс          | Австралія     | +0.762      | Q        |
| 3     | Наташа Хансен      | Нова Зеландія | +0.827      |          |
| 4     | Лауріне ван Ріссен | Нідерланди    | +1.029      |          |
| 5     | Шеннон МакКерлі    | Ірландія      | +2.070      |          |
| 6     | Катерина Гніденко  | Росія         |             | REL      |

#### Заїзд 4
| Місце | Ім'я              | Країна    | Відставання | Примітки |
| ----- | ----------------- | --------- | ----------- | -------- |
| 1     | Каарле Маккалох   | Австралія |             | Q        |
| 2     | Лінь Цзюньхун     | Китай     | +0.029      | Q        |
| 3     | Сімона Крупекайте | Литва     | +0.033      |          |
| 4     | Кейт О'Браєн      | Канада    | +0.072      |          |
| 5     | Таня Кальво       | Іспанія   | +0.101      |          |
| 6     | Фатеха Мустапа    | Малайзія  | +0.125      |          |
| 7     | Віржині Куефф     | Франція   | +0.136      |          |

### Додатковий раунд
Перезаїзди перешого раунду розпочались о 16:10.

#### Заїзд 1
| Місце | Ім'я            | Країна    | Відставання | Примітки |
| ----- | --------------- | --------- | ----------- | -------- |
| 1     | Стефані Мортон  | Австралія |             | Q        |
| 2     | Лісандра Ґуерра | Куба      | +0.188      |          |
| 3     | Кейт О'Браєн    | Канада    | +0.354      |          |
| 4     | Шеннон МакКерлі | Ірландія  | +1.886      |          |

#### Заїзд 2
| Місце | Ім'я               | Країна          | Відставання | Примітки |
| ----- | ------------------ | --------------- | ----------- | -------- |
| 1     | Ребекка Джеймс     | Велика Британія |             | Q        |
| 2     | Анастасія Войнова  | Росія           | +0.037      |          |
| 3     | Лауріне ван Ріссен | Нідерланди      | +0.156      |          |
| 4     | Монік Салліван     | Канада          | +0.302      |          |

#### Заїзд 3
| Місце | Ім'я           | Країна        | Відставання | Примітки |
| ----- | -------------- | ------------- | ----------- | -------- |
| 1     | Еліс Ліхтлі    | Нідерланди    |             | Q        |
| 2     | Фатеха Мустапа | Малайзія      | +0.048      |          |
| 3     | Наташа Хансен  | Нова Зеландія | +0.248      |          |
| 4     | Кайоно Маеда   | Японія        | +0.411      |          |

#### Заїзд 4
| Місце | Ім'я              | Країна      | Відставання | Примітки |
| ----- | ----------------- | ----------- | ----------- | -------- |
| 1     | Віржині Куефф     | Франція     |             | Q        |
| 2     | Катерина Гніденко | Росія       | +0.038      |          |
| 3     | Сімона Крупекайте | Литва       | +0.138      |          |
| 4     | Таня Кальво       | Іспанія     | +0.202      |          |
| 5     | Ольга Ісмаілова   | Азербайджан | +0.372      |          |

### Другий раунд
Заїзди другого раунду розпочались о 20:05.

#### Заїзд 1
| Місце | Ім'я            | Країна         | Відставання | Примітки |
| ----- | --------------- | -------------- | ----------- | -------- |
| 1     | Анна Мірс       | Австралія      |             | Q        |
| 2     | Любов Шуліка    | Україна        | +0.017      | Q        |
| 3     | Лі Хе Джін      | Південна Корея | +0.083      | Q        |
| 4     | Віржині Куефф   | Франція        | +0.104      |          |
| 5     | Каарле Маккалох | Австралія      | +0.124      |          |
| 6     | Стефані Мортон  | Австралія      | +0.190      |          |

#### Заїзд 2
| Місце | Ім'я            | Країна          | Відставання | Примітки |
| ----- | --------------- | --------------- | ----------- | -------- |
| 1     | Гуо Шуан        | Китай           |             | Q        |
| 2     | Крістіна Фоґель | Німеччина       | +0.004      | Q        |
| 3     | Ребекка Джеймс  | Велика Британія | +0.086      | Q        |
| 4     | Лі Хвейші       | Гонконг         | +0.158      |          |
| 5     | Лінь Цзюньхун   | Китай           | +0.342      |          |
| 6     | Еліс Ліхтлі     | Нідерланди      | +1.069      |          |

### Фінали
Фінали розпочались о 20:45.

#### Малий фінал
| Місце | Ім'я            | Країна     | Відставання | Примітки |
| ----- | --------------- | ---------- | ----------- | -------- |
| 7     | Стефані Мортон  | Австралія  |             |          |
| 8     | Каарле Маккалох | Австралія  | +0.114      |          |
| 9     | Лі Хвейші       | Гонконг    | +0.129      |          |
| 10    | Віржині Куефф   | Франція    | +0.217      |          |
| 11    | Еліс Ліхтлі     | Нідерланди | +0.516      |          |
| 12    | Лінь Цзюньхун   | Китай      |             | REL      |

#### Фінал
| Місце | Ім'я            | Країна          | Відставання | Примітки |
| ----- | --------------- | --------------- | ----------- | -------- |
| 1     | Крістіна Фоґель | Німеччина       |             |          |
| 2     | Анна Мірс       | Австралія       | +0.078      |          |
| 3     | Ребекка Джеймс  | Велика Британія | +0.106      |          |
| 4     | Гуо Шуан        | Китай           | +0.171      |          |
| 5     | Любов Шуліка    | Україна         | +0.296      |          |
| 6     | Лі Хе Джін      | Південна Корея  | +0.338      |          |